# I can stand tomorrow
I can stand tomorrow is een single van Jack Jersey uit 1988. Hij schreef het nummer zelf, en was mede-auteur van Woman op de B-kant. Tom Peters produceerde de single.
In hetzelfde jaar kwam I can stand tomorrow ook op zijn elpee Close to you uit. Verder werd het een kleine tien jaar later nog een keer op het verzamelalbum Songs from my heart (1996) geplaatst.
In het lied zegt de zanger tegen zijn geliefde dat een droom uitkwam toen hij haar ontmoette. Zolang hij op haar kan bouwen, heeft hij vertrouwen in de toekomst.